# 19
Năm 19 (XIX) là một năm thường bắt đầu bằng Chủ Nhật trong lịch Julius.